# Administrador de Infraestructuras Ferroviarias
Administrador de Infraestructuras Ferroviarias (Adif; deutsch Eisenbahninfrastrukturverwaltung) ist eine Körperschaft öffentlichen Rechtes, die das spanische Schienennetz und die dazugehörigen Bahnhöfe betreibt. Adif wurde zum 1. Januar 2005 gegründet und übernahm die gesamte Infrastruktur der spanischen Staatsbahn Renfe, die zuvor von dem Gestor de Infraestructuras Ferroviarias (GIF) verwaltet wurde.
Zum 1. Januar 2014 wurde Adif aufgeteilt in
- Adif, beauftragt mit der Verwaltung des konventionellen Netzes
- Adif Alta Velocidad, beauftragt mit der Verwaltung des Hochgeschwindigkeitsnetzes

## Aufgaben
Zu den Aufgaben der Adif gehören außer der Verwaltung der Schienenverkehrswege und der daran angeschlossenen Stationen auch die Verwaltung der Güterumschlagsterminals und weiterer Infrastrukturen, die zum Netz gehören. Auch stillgelegte Streckenabschnitte werden von der Adif verwaltet.
Weiterhin kontrolliert Adif die Streckenauslastung, sorgt für einen reibungslosen Verkehr auf den Schienen und erstellt die Fahrpläne. Adif erhebt Gebühren für die Nutzung der Infrastrukturen und finanziert sich hierdurch teilweise.
Für den Aus- und Neubau von Strecken erhält Adif zudem Zuschüsse vom spanischen Staat, als mittelbarer Eigentümer aller Infrastrukturen.
Damit die Schulden im Rahmen der  ESVG-2010-Richtlinien bleiben, erfolgte 2014 eine Aufteilung in die Adif (mit Schulden in Höhe von 1,1 Mrd. Euro) und die Adif Alta Velocida (mit rund 15,2 Mrd. EUR Schulden). Die Schulden der Adif AV waren bis 2019 auf 15,8 Mrd. EUR gestiegen.

## Eisenbahninfrastrukturnetz
Als vorbereitende Maßnahme zum Wettbewerb auf der Schiene wurde 2005 das Gleis- und Bahnhofsmanagement aus der Staatsbahn-Gesellschaft Renfe ausgegliedert und einer unabhängigen Organisation übertragen. Die Renfe ist seither ein reines Eisenbahnverkehrsunternehmen, so dass die Wettbewerber unabhängig agieren können und die Staatsbahn nach einer möglichen Privatisierung in der Lage ist, Gewinne zu erwirtschaften.
Zu Ende 2012 betrug die Länge des Netzes der Adif 13.945 km. Davon waren 2.183 km Hochgeschwindigkeitsnetz in Normalspur, 11.623 km konventionelles spanisches Breitspurnetz und 139 km Schmalspur- oder gemischtes Netz. Außerdem gehören zum von Adif verwalteten Netz 1.566 Passagierbahnhöfe. Bei 18 davon handelt es sich um Neubauten aus den Jahren 2005–2011 für das Hochgeschwindigkeitsnetz. Des Weiteren betreibt Adif eine Anzahl von Güterumschlageinrichtungen.
Die Schienen der Betreiber von Schmalspur-Netzen wurden der Adif ursprünglich nicht übertragen. Zum Jahresanfang 2013 übernahm Adif jedoch das gesamte Netz der FEVE (1.192 km in Meterspur), so dass ein Großteil der Schmalspurnetze in Spanien fortan in der Hand der Adif liegen.
Nur diejenigen Strecken, die von den autonomen Regionen getragen werden, sind weiterhin nicht unter Verwaltung der Adif.

## Eisenbahnverkehrsunternehmen auf dem Netz der Adif
Folgende Unternehmen haben die nötigen Lizenzen, um als Eisenbahnverkehrsunternehmen zu operieren, und die nötige Sicherheitszertifizierung der AESF (P=Personenverkehr; G=Güterverkehr; Stand 2022):
| - ALSA (P+G) - Arriva (P) - Captrain España (P+G, früher: Comsa) - CEFSA (G) - Construrail (G) - Continental Rail (P+G) - Eco Rail (P+G) - Euskotren (G) - Ferrovial Rail (P+G) - Ferrocarrils de la Generalitat de Catalunya (P) - GO Transport Servicios (P+G) - Intermodalidad de Levante (P) - CSP Logitren (G) | - Low Cost Rail (P+G) - Motion Rail (P) - Moventis (P) - Ouigo España (P) - Renfe Mercancías (G) - Renfe Viajeros (P) - Sagales (P) - Socibus (P) - Suardiaz (G) - Tracción Rail (G) - Transfesa (G) - Transitia (G) - Tramesa (G) |

## Material
ADIF hat Lokomotiven und andere Schienenfahrzeuge. Zum Beispiel verfügt die Gesellschaft mit einem Fahrzeug der Baureihe 330 über einen eigenen Gleis- und Oberleitungsmesszug für den Hochgeschwindigkeitsverkehr.

## Korruption
Im Februar 2016 berichtete die Spanische Tageszeitung El País, dass Mitarbeiter in Führungsposition der Adif die Kosten eines Bauabschnitts für den AVE in Barcelona von ca. zwei Kilometer Länge zwischen den Stationen La Sagrera und Trinitat um 31 Millionen auf insgesamt 83 Millionen Euro aufgebläht hatten. Einige für diesen Bauabschnitt der Linie Barcelona-Girona vorgesehene Arbeiten wurden entweder nie ausgeführt oder mit minderwertigen Materialien oder zu wesentlich geringeren als den veranschlagten Preisen verrichtet. Diese Vorwürfe gehen auf Untersuchungen des Staatsanwalts der Antikorruptionsbehörde Emilio Sánchez Ulled zurück, der im Mai 2014 etliche ranghohe Angestellte, Techniker und Verantwortliche wegen Unterschlagung öffentlicher Gelder festnehmen ließ.

Vier weitere spanische Großunternehmen, die mit dem Bau des AVE in Katalonien in Verbindung stehen, sind in den Korruptionsfall verwickelt. So zahlten die Firmen Corsán, Acciona, Sacyr und FCC hohen Funktionären der Adif u. a. diverse Ski-Reisen in die USA nach Kanada oder in die Schweiz.

Am 28. Juni 2016 wurden erneut dreizehn verantwortliche Angestellte von der Guardia Civil in Madrid und Barcelona festgenommen. Wiederum konzentrierten sich die Untersuchungen der Anti-Korruptionsbehörde auf verschiedene Baufirmen, die im Zusammenhang der Unterschlagung öffentlicher Gelder beim Bau des AVE in Barcelona stehen. Laut behördlichen Angaben beläuft sich die Summe inzwischen auf über 82 Millionen Euro die fehlerhaft verbucht wurden. Entweder wurden minderwertige Materialien zu teuer abgerechnet oder es wurden Rechnungen für nicht erbrachte Leistungen bezahlt.
 Die Europäische Kommission forderte 140 Millionen Euro illegal verwendeter Subventionen von der ADIF zurück, die diese in 2011 für den Bau eines Testgeländes des spanischen Hochgeschwindigkeitszuges AVE beantragt hatten. Die Mittel wurden seinerzeit bereits vom spanischen Staat an die ADIF ausgezahlt, ohne dass die Europäische Kommission diesen Zahlungen zugestimmt hatte. Die Forderungen und somit Zahlungen seien nicht mit den Regeln der EU vereinbar.

## Übernahme
Im September 2016 gaben die Infrastrukturunternehmen SNCF Réseau (Frankreich) und ADIF bekannt, gemeinsam den Betrieb der grenzüberschreitenden Strecke LGV Perpignan–Figueres von der Betreibergesellschaft TP Ferro zu übernehmen, die 2015 Insolvenz angemeldet hatte.